# Der magische Baum
Der magische Baum (Originaltitel Magiczne drzewo) ist eine polnische Kinderserie, die von 2003 bis 2006 von Andrzej Maleszka produziert wurde. Die deutsche Erstausstrahlung erfolgte ab 1. Oktober 2006 im Ki.Ka.
Im Jahr 2007 gewann die Serie den Emmy in der Kategorie „Kinder- und Jugendsendung“. Die Episode Der Schlitten gewann 2007 den Children’s Jury Price beim Chicago International Children’s Film Festival.

## Handlung
Der magische Baum erzählt, dass eine verzauberte Eiche gefällt und zu verschiedenen alltäglichen Gegenständen verarbeitet wurde, etwa ein Würfel oder ein Stift. Diese Gegenstände wurden in die ganze Welt verschickt. Jede Folge handelt von einem Kind, das in den Besitz eines solchen verzauberten Gegenstandes kommt, der langsam seine Wirkung entfaltet.
Es handelt sich bei den Episoden um moderne Märchen für Kinder. Vier der sieben Episoden spielen an Weihnachten, daher wird die Serie vorwiegend in der Adventszeit wiederholt.

## Episoden
| # | Titel (PL)        | Erstausstrahlung (PL) | Titel (DE)        | Erstausstrahlung (DE) |
| - | ----------------- | --------------------- | ----------------- | --------------------- |
| 1 | Drewninay pies    | 29.01.2004            | Der Schlitten     | 05.11.2006            |
| 2 | Kostka            |                       | Der Würfel        | 01.10.2006            |
| 3 | Kredka            |                       | Der Stift         | 08.10.2006            |
| 4 | Berło             | 30.12.2005            | Das Zepter        | 15.10.2006            |
| 5 | Bracia            |                       | Der brennende Ast | 29.10.2006            |
| 6 | Para              | 24.12.2006            | Die Holzschuhe    | 12.11.2006            |
| 7 | Połykacze książek | 25.12.2006            | Der Schrank       | 22.10.2006            |

## Kinofilm
Auf die Serie folgte ein 90-minütiger Kinofilm, der am 18. September 2009 in Polen anlief. Der Film wurde nicht ins Deutsche übersetzt. Obwohl es keinen offiziellen deutschen Kinostart gab, zeigten einige Kinos das polnische Original mit eingesprochenen deutschen Kommentaren. Der Gegenstand, der in dem Film behandelt wird, ist ein roter Holzstuhl.